# Thomas Pride
Thomas Pride (mort le 23 octobre 1658) est un général de la New Model Army. Il est connu comme l'instigateur de la purge de Pride (Pride's Purge).
Il se distingue durant la bataille de Preston.